# اولیویر اوریاک
اولیویر اوریاک (انگلیسی: Olivier Auriac؛ زادهٔ ۱۴ سپتامبر ۱۹۸۳) بازیکن فوتبال اهل فرانسه است.
از باشگاه‌هایی که در آن بازی کرده‌است می‌توان به باشگاه فوتبال استاد برستوا ۲۹، باشگاه فوتبال آنژه، و باشگاه فوتبال بوردو اشاره کرد.